# 波格丹·斯泰莱亚
波格丹·斯泰莱亚（羅馬尼亞語：Bogdan Stelea，1967年12月5日—），罗马尼亚男子足球运动员，司职守门员。他曾代表罗马尼亚参加1990年、1994年和1998年国际足联世界杯，其中1994年世界杯队伍进入八强，1990年和1998年世界杯队伍进入十六强。